# نمی‌توانی در عشق شتاب کنی
«نمی‌توانی در عشق شتاب کنی» (به انگلیسی: You Can't Hurry Love) تک‌آهنگی از گروه دخترانه سوپریمز است.
این ترانه در صدرنشین لیست ۱۰۰ آهنگ داغ بیلبورد شد.